# Souad El-Bouhati
Souad El-Bouhati est une réalisatrice franco marocaine née en 1962.

## Biographie
D'abord éducatrice sociale dans des centres d'hébergement pour personnes en difficulté à Toulouse, elle se décide par la suite à devenir assistante scripte.
Elle travaille sur diverses petites productions et finit par écrire Salam qu'elle réalisera par la suite, et qui remporte le César du meilleur court métrage en 2001.

## Filmographie

### Réalisateur
- 1999 : Salam - Court métrage
- 2008 : Française - Long métrage

### Scénariste
- 1999 : Salam - Court métrage

## Distinctions
- 2000 :  Lutin du meilleur film de fiction; Lutin de la meilleure réalisation au festival des lutins du court-métrage pour Salam

- 2000 : Grand prix de la compétition nationale, prix spécial du jury international, prix d’interprétation pour le comédien Benaissa Ahaouri et les mentions des deux jurys jeunes au festival de Clermont-Ferrand

- 2001 :  César du meilleur court-métrage pour Salam

- 2001 :  Prix de la critique au festival international du cinéma méditerranéen de Tetouan pour Salam

- 2006 :  Lauréate de la Fondation Gan pour le cinéma pour le film Française[1].